# 3423 Слоука
3423 Слоука (3423 Slouka) — астероїд головного поясу, відкритий 9 лютого 1981 року.
Тіссеранів параметр щодо Юпітера — 3,227.